# Transport ferroviaire en Italie
Le transport ferroviaire en Italie existe depuis 1839. Il est assuré en majorité par des filiales de l'entreprise  d'État Ferrovie dello Stato Italiane.

## Historique
La première ligne ferroviaire italienne date de 1839.

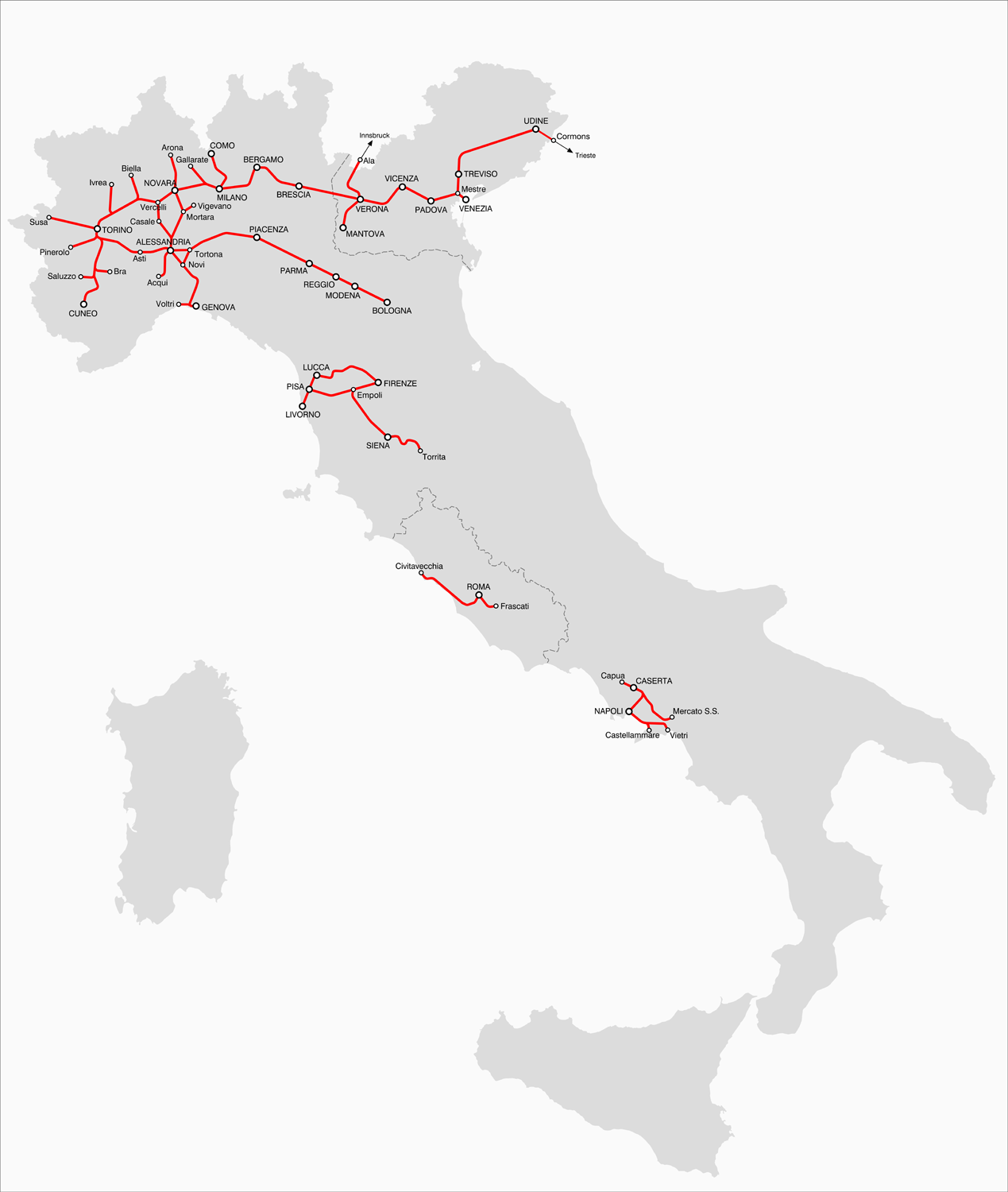
État des lignes ferroviaires en 1861.

## Le réseau ferroviaire

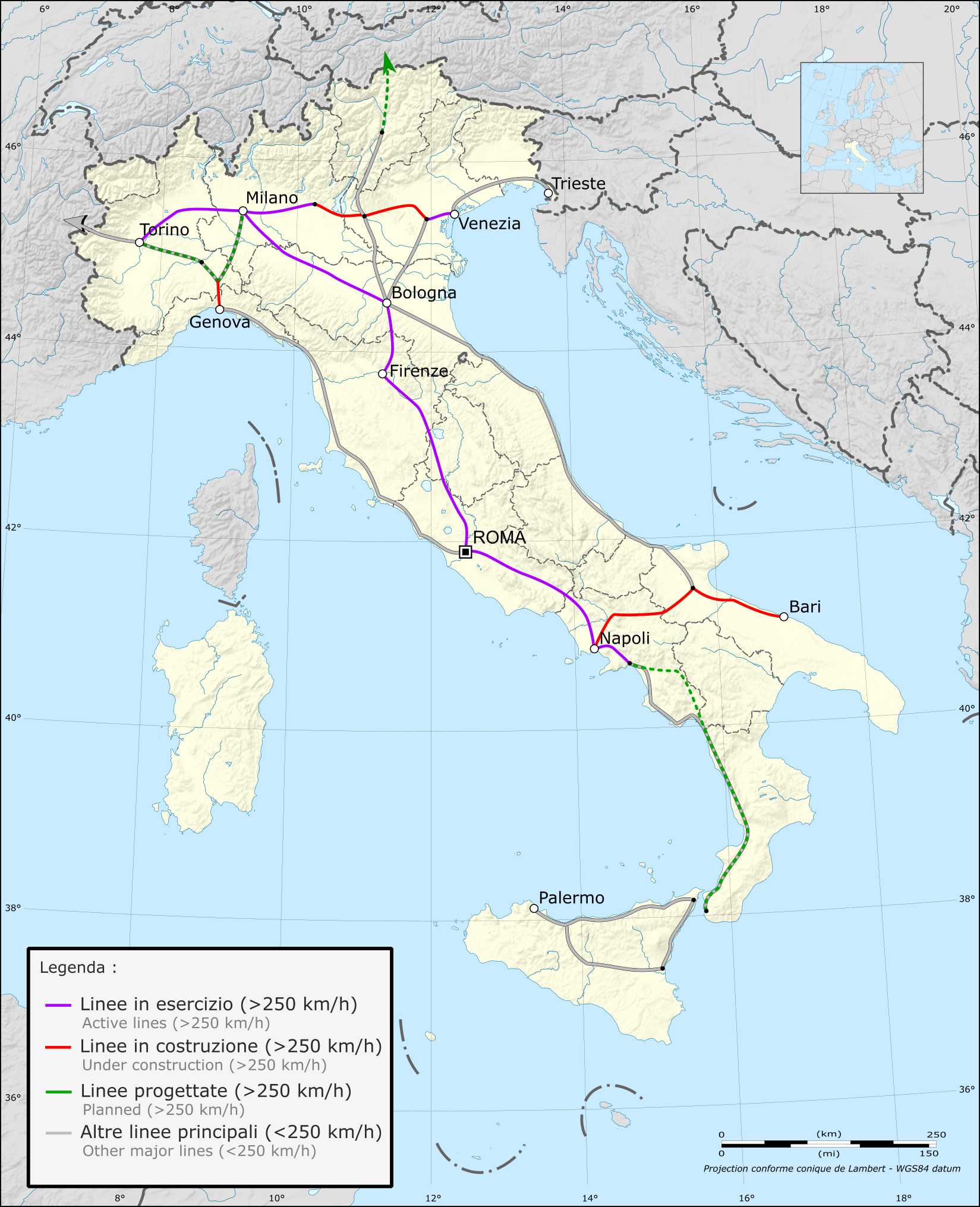
Réseau ferroviaire principal en Italie.

Au 31 décembre 2017, le réseau ferroviaire principal comprenait 20 003 km de lignes à voie normale (écartement 1,435 m), y compris la Sardaigne, la Sicile et les compagnies privées. Les Ferrovie dello Stato Italiane exploitent un total de 16 787 km de lignes à voie normale, dont 12 022 km électrifiés. Les 1 467 km de LGV - Lignes à Grande Vitesse - sont électrifiées sous 25 kV ; les autres en courant continu 3 000 V.
Le réseau à voie étroite des compagnies privées représente environ 1 300 km, dont 1 211 à écartement de 0,95 m et 112 km à voie métrique (écartement 1 m).
Les villes dotées d'un réseau de métro sont : Brescia, Gênes, Milan, Naples, Rome, Métro de Turin (VAL), Catane.
Les villes dotées d'un réseau de tramway sont : Gênes, Messine, Milan, Naples, Naples-Sorrente, Rome, Soprabolzano, Turin, Turin-Caselle, Trento-Malé, Trieste, Florence, Padoue, Bergame, Cagliari, Sassari.

## Les acteurs

### Organismes publics
- Ministère italien des Infrastructures et des Transports (délivrance des licences d'entreprises ferroviaires)
- Commission de garantie (Réglementation de l'exercice du droit de grève dans les services publics essentiels)[2]
- Cesifer, centre de certification sécurité des entreprises ferroviaires (direction technique de RFI)[3]

### Opérateurs ferroviaires
Voyageurs
- Trenitalia SpA : entreprise ferroviaire du groupe FS. Le service voyageurs de Trenitalia comprend plusieurs types : Frecciarossa (FR AV), Frecciargento (FA AV), Frecciabianca (FB), EuroCity (EC), EuroNight (EN), InterCity (IC), InterCity Notte (ICN), Regionale Veloce (RV), Regionale (R), et Treno metropolitano (it) (M).
- NTV SpA : services à grande vitesse sous la marque Italo
- Ferrovie Nord Milano Esercizio SpA
- Metronapoli SpA
- Thello (filiale de Trenitalia. De 2011 à 2021, a assuré des liaisons entre Paris et Rome, Paris et Venise (trains de nuit) et des liaisons entre Marseille, Nice et Milan).

Fret
- Mercitalia SpA
- Rail Italy[4],
- Rail Traction Company (RTC, filiale de la société de l'autoroute du Brenner)
- Del Fungo Giera Servizi Ferroviari S.p.A.
- Cargo Nord S.r.l.
- SERFER Servizi Ferroviari Srl

Chemins de fer régionaux

### Gestionnaire d'infrastructure
- Rete ferroviaria italiana (RFI), filiale du groupe FS

## Les services voyageurs

### Les services internationaux
En Italie, les trains internationaux proposent des liaisons pour relier le pays à la France, la Suisse, l'Autriche voire l'Allemagne. Il peut s'agir de trains de nuit avec des voitures couchettes, ou des trains de jour comme EuroCity.

### Les services «Grandes lignes»
Depuis la création de Trenitalia en 2000, anciennement Ferrovie dello Stato, des nouveaux noms de trains ont été instaurés pour distinguer les différents services proposés en Italie.
Il y a quatre types de trains grandes lignes :
Les InterCity : Trains classiques de longes distances desservant seulement les principales villes (grandes et moyennes) de chaque région reliée, c'est le train grande ligne le moins rapide. Ce sont les seuls trains qui peuvent proposer des voyages de nuit avec des Voitures-lits.
- Frecciabianca - Il s'agit d'un train permettent de relier les capitales de chaque région aux principales villes du pays comme Milan, Florence, Venise  et Rome. Il roule à 200 km/h sur les lignes classiques uniquement.
- Frecciarossa et Frecciargento : Roulant à très grande vitesse sur des lignes qui leur sont réservées, ils offrent un confort haut de gamme et des services de qualité comme la restauration, ce sont cependant les trains les plus chers en Italie.

### Les services régionaux
En Italie, il y a des trains régionaux de natures différentes.
Des trains relient les petites villes ou villages aux moyennes ou grandes villes en desservant toutes les gares du parcours. Ce service est souvent assuré par des petits engins automoteur.
D'autres trains, également omnibus, sont destinées à supporter un trafic beaucoup plus important desservant des moyennes ou grandes villes (comme le RER en Île-de-France). Ils sont composés de voitures à 2 niveaux.
Enfin, certains trains, plus rapides, sont destinés à parcourir des distances régionales plus longues en s'arrêtant uniquement dans les gares les plus importantes.

### Ouverture à la concurrence
La SNCF a annoncé vouloir conquérir 15% de parts de marché d'ici 2030. Elle compte notamment désservir Turin, Milan, Rome, et Naples avec le nouveau TGV-M.